# Simon Price
Simon Price (* 25. září 1967) je velšský novinář, spisovatel a diskžokej. Narodil se v Barry a docházel na místní školu Ysgol Gyfun y Barri. Později studoval francouzštinu a filozofii na University College London. Přispíval například do magazínů Melody Maker a The Independent. Je autorem biografické knihy Everything: A Book About Manic Street Preachers pojednávající o velšské rockové hudební skupině Manic Street Preachers. Je ateistou.